# Leptoypha barberi
Leptoypha barberi är en insektsart som beskrevs av Drake och Ruhoff 1960. Leptoypha barberi ingår i släktet Leptoypha och familjen nätskinnbaggar. Inga underarter finns listade i Catalogue of Life.